# کوکلا
کوکلا (به لاتین: Kuklya) یک منطقهٔ مسکونی در بلغارستان است که در شهرستان دریانوو واقع شده‌است.